# Alma Corsária
Alma Corsária é um filme brasileiro de 1993, do gênero drama, dirigido por Carlos Reichenbach. Em novembro de 2015 o filme entrou na lista feita pela Associação Brasileira de Críticos de Cinema (Abraccine) dos 100 melhores filmes brasileiros de todos os tempos.

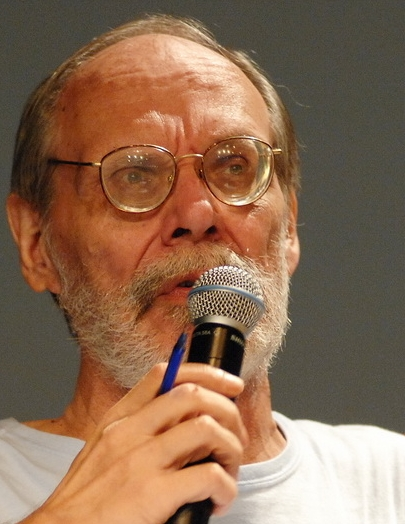
Carlos Reichenbach ganhou 4 prêmios Candango por Alma Corsária no Festival de Brasília: melhor diretor, melhor roteiro, melhor filme. O filme também ganhou o Premio Del Trentennale para Melhor Filme na Mostra Internazionale del Nuovo Cinema, na Itália.

## Sinopse
Rivaldo Torres (Bertrand Duarte) e Teodoro Xavier (Jandir Ferrari) são poetas e amigos de infância. Lançam um livro numa pastelaria do centro de São Paulo e convidam a mais variada fauna humana para o evento, incluindo um suicida em potencial, salvo por Torres no Viaduto do Chá, cafetões, prostitutas e desocupados, além do editor e de parentes dos autores. No decorrer da festa, o filme recua até o final da década de 1950, mostrando o início da amizade dos protagonistas.

## Elenco
- Bertrand Duarte .... Rivaldo Torres
- Jandir Ferrari .... Teodoro Xavier
- Andréa Richa .... Anésia
- Flor Fernandez .... Verinha
- Mariana de Moraes .... Eliana
- Jorge Fernando .... Magalhães
- Emílio Di Biasi .... pai de Anésia / tio de Artur
- Abrahão Farc .... suicida
- Roberto Miranda .... profeta
- Paulo Marrafão .... Oscar
- David Ypond .... China
- Carolina Ferraz .... Angel
- Chris Couto .... Janete
- Amazyles de Almeida .... Olga
- André Messias .... Torres jovem
- Denis Peres .... Xavier, jovem
- Walter Forster .... pai de Xavier
- Bruno de André .... editor

## Principais prêmios e indicações
Festival de Brasília 1993
- Venceu nas categorias de Melhor Filme, Melhor Diretor, Melhor Montagem e Melhor Roteiro.
- Recebeu o Prêmio da Crítica.

Troféu APCA (Associação Paulista de Críticos de Arte, 1995)
- Venceu na categoria de Melhor Filme.

Mostra Internazionale del Nuovo Cinema di Pesaro - (Pesaro Film Festival) Itália - 1994
- Ganhou o Premio Del Trentennale para melhor filme[7]